# Jeunesses musicales de France
 (août 2020).
Pour les articles homonymes, voir JMF.
Les Jeunesses musicales de France (ou JM France ou JMF), créées par René Nicoly en 1944 afin de faire partager la musique au plus grand nombre, sont une association reconnue d'utilité publique, qui lutte pour l'accès à la musique des enfants et des jeunes, prioritairement issus de zones reculées ou défavorisées. Chaque année, 500 000 enfants et jeunes ont accès à la musique grâce aux JM France.

## Histoire des Jeunesses musicales de France

### 1939-1944: le lancement
À la veille du conflit mondial, René Nicoly, chef du service d'orchestre des Éditions musicales Durand, expérimente un concert commenté auprès des élèves des grandes écoles alors en préparation militaire. Le succès de la formule est immédiat. Dans le même esprit, Marcel Cuvelier, directeur de la Société philharmonique de Bruxelles, crée un mouvement appelé « Jeunesses musicales » avec la ferme volonté de « soustraire la jeunesse » aux entreprises d'embrigadement et de « l'aider à se maintenir dans un état de grâce et d'espérance ». Du développement de leurs actions respectives et de leur rencontre en 1941 va naître la décision d'adopter ensemble le même titre : Jeunesses musicales. 
Les Jeunesses musicales de France (JMF) sont officiellement constituées en association à la Libération, le 6 novembre 1944. Un an après, les JMF et les JM Belgique créent de concert la Fédération internationale des Jeunesses musicales — aujourd’hui JM International. Le succès va être immense. 

### 1945-1970: l’essor

#### «Les jeunes jouent pour les jeunes»
Dès leur origine, les JMF organisent des concerts-conférences à destination principalement d'un public lycéen et étudiant, dans une programmation classique et contemporaine. De jeunes musiciens emblématiques tels que Samson François participent à cette action. Dès les années 1950, ce sont ainsi près de 200 000 adhérents et plus de 1 000 concerts dans 130 villes. Les JMF deviennent un acteur incontournable du paysage culturel français, militant activement pour le développement de la musique à l'école, au moment où se structurent les politiques initiées par André Malraux et le compositeur Marcel Landowski. 
Le Journal des JMF, créé en 1949, devient en 1966 le Journal Musical Français, sous la houlette du chroniqueur Jacques Lonchampt. Dans cette même période sont mises en œuvre des initiatives telles que le Club national du disque (1954), des formations d’animateurs musicaux (1960), des collaborations avec l’ORTF, des commandes musicales, un chœur. 

#### Campagne nationale d'appel aux dons
L’effervescence de ces actions de démocratisation musicale n’empêche pas les JMF d’être chroniquement déficitaires. En 1959, les JMF connaissent une grave crise financière. Pour les sauver, un appel aux dons national est organisé en lien avec Europe 1 et l'émission Vous êtes formidables animée par Pierre Bellemare. Le 2 juin 1959, les JMF récoltent 15 millions de francs et sont sauvées.
Les JMF sont ainsi devenues un phénomène de société et ce n’est pas un hasard si François Truffaut prendra prétexte d’un concert des JMF Salle Pleyel pour y situer une scène d’Antoine et Colette, extraite du film L'Amour à 20 ans.

### 1970-2000: régionalisation et ouverture
Avec les évolutions du disque, de la radio et des pratiques de loisirs, les années 1970 voient les JMF évoluer vers un public plus jeune, sous la direction de Jean Pierre de Lavigne et la présidence de Louis Leprince-Ringuet.

#### Création du tremplin "Festival des musiques des collégiens et lycéens"
En 1982, les JMF organisent leur premier tremplin national : le "Festival des musiques des collégiens et des lycéens" qui prendra rapidement le nom de "Music'Ado". Cette initiative, dans la droite ligne de la politique menée par Jack Lang, avec la création de la Fête de la Musique, a pour objectif d'encourager la pratique musicale des jeunes. Le Festival d'abord créé à Paris dans la cour du Lycée Condorcet, prend vite une ampleur nationale et même internationale, avec, en 1985 (Année Internationale de la Jeunesse) la participation de plus de 500 jeunes collégiens et Lycéens, issus de 20 rencontres régionales et de 5 pays étrangers, pour une grande finale dans l'auditorium de l'UNESCO. Il est une superbe démonstration de ce que son responsable, Bernard Delcroix, dénommait un véritable "Oecuménisme musical"; car y alternent sur une même scène, tant des groupes de Rock, ou de Jazz, que des quatuors classiques, des ensembles de flutes à bec, ou de toutes les musiques du monde.  En 1991, les JMF fêtent simultanément deux anniversaires, le cinquantenaire de l'association et les 10 Ans de "Music'Ado", durant 4 jours au Cirque d'Hiver  Bouglione. Cette grande manifestation regroupe alors des artistes professionnels tournant pour les JMF, plusieurs compagnies de danse dont le Jeune Ballet de France, et 600 jeunes musiciens issus de toutes les régions de France et de 25 pays étrangers (dont la Chine, la Russie, l'Uruguay et la Guinée). 

#### Création du Jeune Ballet de France
Créé en 1983 par Robert Berthier, le Jeune Ballet de France occupe jusqu’en 2001 une place particulière dans le paysage du ballet en France, comme outil d’insertion professionnelle et vitrine de renom sous la houlette de chorégraphes tels que Maurice Béjart, Carolyn Carlson, Claude Brumachon, Philippe Decouflé, Daniel Larrieu, Régine Chopinot, Angelin Preljocaj.

### 2002-2014: une nouvelle phase de développement
En 2002, Bruno Boutleux devient directeur général des JMF. Il engage une politique de partenariats avec les salles, les festivals, les scènes de musiques actuelles ou encore de grandes phalanges comme l’Orchestre de Paris[réf. nécessaire].

#### Élèves au concert
En 2008, les ministères de l'Éducation nationale et de la Culture conçoivent avec les JMF le dispositif Élèves au concert[réf. souhaitée], programme national destiné à valoriser et à développer l’offre de concerts de musique vivante en direction des publics d’âge scolaire.

#### Nouvelle présidente et repositionnement du réseau JMF
En 2008, Jessie Westenholz, fondatrice et commissaire de salons culturels français (Musicora, Salon du Livre, Salon du Patrimoine, FIAC) succède à Jean-Loup Tournier à la présidence des JMF. Vincent Niqueux, précédemment directeur de l’ITEMM, école européenne des métiers de la musique, succède à Bruno Boutleux.

#### Une nouvelle présentation de saison
À partir de 2009, la présentation de saison des JMF devient un événement annuel, avec plus de 500 participants venus de toute la France pour découvrir sur scène une vingtaine d’extraits de spectacles musicaux et rencontrer une soixantaine d’artistes.

#### Ouverture aux maternelles
À partir de la saison 2012-2013, les JMF intègrent une série de programmes pour les maternelles.

### 2014-2020: le temps de la refondation
En 2014, les JMF deviennent les JM France